# IC 4932
IC 4932 — галактика типу Sa (спіральна галактика) у сузір'ї Телескоп.
Цей об'єкт міститься в оригінальній редакції індексного каталогу.